# Paraleptopecten
Paraleptopecten is een geslacht van tweekleppigen uit de  familie van de Pectinidae (mantelschelpen). 

## Soorten
- Paraleptopecten bavayi (Dautzenberg, 1900)
- Paraleptopecten biolleyi (Hertlein & Strong, 1946)
- Paraleptopecten palmeri (Dall, 1897)
- Paraleptopecten velero (Hertlein, 1935)